# Хинотепе
Хиноте́пе (исп. Jinotepe) — город и муниципалитет в западной части Никарагуа, административный центр департамента Карасо.

## Географическое положение
Расположен к юго-востоку от столицы страны, Манагуа, и к юго-западу от города Гранада.
Абсолютная высота — 550 метров над уровнем моря.

## История
29 июля 1937 года была подписана конвенция о строительстве Панамериканского шоссе (которое было проложено от столицы через Хинотепе к городу Ривас - что способствовало развитию поселения).
В 1962 году численность населения составляла 15,3 тыс. человек, город являлся ничем не примечательным торгово-ремесленным центром сельскохозяйственного района.
В 1971 году численность населения составляла 12 тыс. человек, город являлся одним из центров производства кофе.
В 2007 году правительство Никарагуа приняло план развития государственной системы здравоохранения и строительства в департаментах страны новых медицинских центров (начавшийся в 2008 году экономический кризис замедлил выполнение этой программы, но в 2020 году медицинский центр начали строить и в городе Хинотепе).

## Население
В 2013 году численность населения города составляла 35 911 человек.
Динамика численности населения города по годам:
| 1971   | 1995   | 2000   | 2005   | 2013   |
| ------ | ------ | ------ | ------ | ------ |
| 12 461 | 25 132 | 27 638 | 31 257 | 35 911 |

## Города-побратимы
- Санта-Круз, США